# Фелнер, Эдвин
Эдвин Джон Фелнер-младший (англ. Edwin John Feulner Jr.; 12 августа 1941, Чикаго, Иллинойс, США — 18 июля 2025) — американский учёный, основатель стратегического исследовательского института The Heritage Foundation, президент организации с 1977 по 2013 год и с 2017 по 2018 год.
Фелнер занимал должность советника и председателя Фонда памяти жертв коммунизма, в 1989 году награждён Президентской гражданской медалью, в 2006 году награждён Медалью Свободы Трумэна-Рейгана.

## Ранние годы и образование
Эдвин Джон Фелнер-младший родился в Чикаго, штат Иллинойс, в семье Хелен Джоан (урождённой Францен) и Эдвина Джона Фелнера, владельца чикагской фирмы недвижимости. У него есть три сестры: Мэри Энн, Джоан и Барбара.
Семья происходит из рода римско-католических американцев немецкого происхождения. Три его дяди по материнской линии были приходскими священниками.
Фелнер учился в средней школе Непорочного зачатия (Элмхерст, Иллинойс) и окончил Университет Реджиса со степенью бакалавра по английскому языку в 1963 году.
После получения степени MBA в Уортонской школе бизнеса Пенсильванского университета в 1964 году он учился в Джорджтаунском университете и Лондонской школе экономики и политических наук, где был получателем именной стипендии Ричарда М. Уивера.
Фелнер приостановил учёбу, когда стал президентом фонда «Наследие». Позже, в 1981 году, он получил докторскую степень по политологии в Эдинбургском университете, защитив диссертацию «Эволюция Республиканского исследовательского комитета».

## Карьера
Фелнер начал свою карьеру в качестве аналитика Центра стратегических и международных исследований, который тогда назывался Центром стратегических исследований. Позже Эдвин Фелнер стал помощником конгрессмена Мелвина Лэйрда. Впоследствии Фелнер стал многолетним исполнительным помощником конгрессмена-республиканца от штата Иллинойс Фила Крейна.
До своего президентства в фонде «Наследие» Фелнер успел побыть исполнительным директором Республиканского исследовательского комитета.

### Фонд «Наследие»
Фелнер был основателем и попечителем фонда «Наследие» с 1973 по 1977 год. В 1977 году он покинул пост помощника конгрессмена Крейна, чтобы руководить фондом полный рабочий день. В фонде работало девять сотрудников, и за эти четыре года сменилось четыре президента.
Став президентом, он изменил направление деятельности фонда. Фелнер хотел, чтобы фонд был более агрессивным, более рыночным и менее похожим на «башню из слоновой кости», создавая легкодоступные, короткие исследования.
Сосредоточив маркетинг фонда, он превратил его из небольшой организации в процветающую организацию консервативных идеалов, создав в итоге аналитический центр, который газета «Нью-Йорк Таймс» называла «Парфеноном консервативной метрополии».
Эта новая маркетинговая стратегия получила название «дипломатный анализ» и представляла собой концепцию, которая стала революцией во влиянии аналитических центров на государственную политику и повысила популярность фонда «Наследие». Теперь в центре внимания были легкодоступные, своевременные, краткие исследования, которые могли поместиться в дипломат. Ещё одним стимулом стала публикация фондом политических отчётов и документов до принятия соответствующего законодательства, а не устоявшаяся практика аналитических центров — ждать, пока оно будет принято.
Как говорил Фелнер в интервью The Washington Examiner: «Нам не поможет наличие отличных идей, если мы не будем продавать свою продукцию».
Через полтора года после того, как Фелнер стал президентом, бюджет «Наследия» вырос до 2,5 млн долларов, а число спонсоров составило около 120 000 человек.
На текущий момент в организации работает около 250 сотрудников, годовой доход составляет около 80 млн долларов, а число спонсоров — около 600 000 человек.
В январе 2013 года Фелнер опубликовал колонку «Экономическая свобода на спаде», в которой рассмотрел результаты ежегодного Индекса экономической свободы, который является совместным проектом The Wall Street Journal и фонда «Наследие» с 1995 года. Индекс оценивает политику отдельных стран в таких широких областях, как верховенство закона, ограниченное правительство, эффективность регулирования и открытость рынка.
Уйдя в отставку с поста председателя фонда в 2013 году, Фелнер ненадолго вернул себе эту должность после избрания президента Трампа в 2017 году.

### Другие роли
Фелнер был президентом и казначеем общества «Мон Пелерин» в 2014 году. Он был попечителем и председателем правления Института межвузовских исследований, членом правления Фонда Национальной палаты и Института политических исследований, а также членом попечительского совета и пожизненным попечителем Университета Реджис.
Фелнер стал членом консультативного совета Мемориального фонда жертв коммунизма и занимал пост председателя в 2021 году.
Среди других руководящих и консультативных должностей Фелнер был президентом Филадельфийского общества в 1982—1983 годах и 2013—2014 годах, а в прошлом был директором Совета по национальной политике, Института Эктона и Университета Джорджа Мейсона.
Фелнер был членом Целевой группы Конгресса по реформе ООН имени Гингрича-Митчелла (2005) и Комиссии Мельцера в 1999—2000 годах. С 1995 по 1996 год он был заместителем председателя Национальной комиссии по экономическому росту и налоговой реформе, известной как Комиссия Кемпа. Он также был председателем американской консультативной комиссии по общественной дипломатии (1982—1991), консультантом по внутренней политике президента США Рональда Рейгана и советником нескольких правительственных ведомств и агентств.
Умер 18 июля 2025 года в возрасте 83 лет.

## Награды и отличия
В 1989 году Фельнер получил Президентскую гражданскую медаль, вторую по величине гражданскую награду в США.
Его часто признают в средствах массовой информации и в консервативных кругах как человека, оказавшего влияние на праворадикальную политическую мысль США. В журнале Forbes в 2009 году Карл Роув назвал Фелнера шестым самым влиятельным консерватором в Вашингтоне.
В 2007 году журнал GQ назвал его одним из «50 самых влиятельных людей в округе Колумбия». Как в 2007, так и в 2010 году британская Daily Telegraph назвала его «одним из 100 самых влиятельных консерваторов в Америке».
В июне 2012 года Фелнер получил консервативную премию Брэдли за «экстраординарный талант и самоотверженность».
В 2018 году он получил премию Уильяма Ф. Бакли-младшего от National Review за лидерство в политической мысли.